# Nervo suboccipital
O nervo suboccipital também chamado de C1 é o primeiro ramo dorsal cervical que emerge superior ao arco posterior do atlas e inferior à artéria vertebral e possui algumas poucas fibras sensitivas.